# Jean-Balthazar d'Adhémar
 (juillet 2018).
Si vous disposez d'ouvrages ou d'articles de référence ou si vous connaissez des sites web de qualité traitant du thème abordé ici, merci de compléter l'article en donnant les références utiles à sa vérifiabilité et en les liant à la section « Notes et références ».
Jean-Balthazar d'Adhémar de Montfalcon (Nîmes, 6 février 1736 - Meulan, 17 novembre 1790) est un militaire et diplomate français.

## Biographie
d'Adhémar est l'orthographe française du nom languedocien Azémar. Le Dictionnaire de Biographie française le fait naître en 1731, mais il est né à Nîmes le 6 février 1736. Ses origines sont obscures. Rejeton d’une branche familiale qu’on pensait éteinte de l'illustre maison d'Adhémar, le comte d’Adhémar dut, pour faire reconnaître ses droits et recueillir les honneurs de la Cour, faire preuve de patience et de ténacité. Marié en 1772, par l’entremise de Ségur à Gabrielle Pauline Bouthillier de Chavigny, veuve du marquis de Valbelle et dame du palais de la reine Marie Leszczyńska, il finit par s’imposer à la Cour de Louis XV ; il eut droit aux honneurs de la Cour en 1765, fut fait colonel de Chartres-infanterie en 1765, puis maréchal des camps et armées du roi, promotion du 3 décembre 1781, étant appelé le comte d'Adhémar depuis 1767.
D'autres sources en font un véritable aventurier. Ainsi, « devenu de son propre fait vicomte d’Adhémar […] il se fit recommander par Vaudreuil, et le clan Polignac, subjugué par son savoir-faire, intrigua pour lui obtenir le commandement du régiment de Chartres-Infanterie. »

## Ses ambassades
Il est nommé ministre du roi à l’ambassade de Bruxelles en 1778, où on le retrouve comme membre agrégé de la loge très aristocratique de l'Heureuse Rencontre (Tableau de 1777, cité comme absent en 1786), où il côtoya de grands seigneurs comme le Prince de Ligne, "l'enchanteur de l'Europe" ou des membres des Lignages de Bruxelles.
Il fut ensuite ambassadeur à Londres le 10 mai 1783, en remplacement du comte de Moustier. Pour quelles raisons ? À en suivre les Mémoires de Mme de Campan «  il avait eu le malheur d’ennuyer la reine : pour le punir, on lui avait donné une ambassade ». Des soucis de santé – une crise d’apoplexie - le laissèrent fortement diminué et  l’amenèrent à délaisser son poste dès le mois de mars 1785. M. de La Luzerne le remplacera en 1787.
Sa principale mission à Londres est d'établir un terrain d’entente avec le ministère britannique, c'est-à-dire avec Charles James Fox puis avec le Second Pitt, mais  il s’avéra assez vite peu fait pour cet emploi : le roi ne pouvait pas attendre de son ambassadeur les moindres lumières sur la vie politique anglaise. Il commit surtout  une bévue inexcusable  en soutenant maladroitement Fox, qu’il méprisait pourtant quand il admirait l’éloquence du jeune Pitt. On ne sait, à la lecture de la Correspondance Politique, s’il se passionna réellement pour la vie parlementaire anglaise, où si le déchiffrage – et la copie- des gazettes anglaises fournissait la matière de ses dépêches.
Le comte de Vergennes se plaint par ailleurs de son manque de disposition :  le ministre lui fait remarquer que ses dépêches ne sont pas suffisamment soignées, qu’« elles sont écrites avec facilité, mais le style léger n’est pas celui de notre métier. » Sur le fond, elles sont chargées de détails de la vie parlementaire, inutiles au Conseil du roi qui nécessite cependant à cette période des informations sûres venant d’outre-Manche. 
Incompris de son ministre, Adhémar lui avait, dès le 31 mai 1784, recommandé de profiter « pour les affaires urgentes d’une majorité que le tems et les nouvelles taxes affaibliront sans doute. C’est pendant ce tems là, Monsieur, qu’il faut nous presser de leur faire dans l’Inde tout le mal politique qu’il nous sera possible. Il s’agit seulement de nous conduire avec dextérité, car ils sont fort chatouilleux et se tourmentent sans cesse de nos relations avec les Princes indiens... L’attaque sourde que nous devrions commencer dès aujourd’hui s’acheminerait d’autant, et nous aurions fait bien du mal aux Anglais avant qu’ils pussent ou qu’ils voulussent s’en apercevoir... Ils s’amusent en Parlement à savoir si M. Fox a été bien ou mal élu. Profitons de tant de fautes, de tant d’inconséquences, de tant d’embarras réels, de tant d’imperfections constitutionnelles. Et tandis qu’ils se disputent l’autorité, qu’ils vont chercher les moyens de soutenir leur crédit et leur commerce, qu’ils bataillent contre l’Irlande, occupons-nous sans relâche des moyens sourds et destructeurs qui peuvent saper leur puissance dans l’Inde. Il est certain que ce vaste domaine est la source de la fortune particulière et publique. C’est donc ce qu’il faut attaquer... Détruisons d’un seul coup la source féconde de leurs richesses, éclairons l’Asie, et cette partie du monde brisera ses fers ». 
Le comte d'Adhémar, qui avait acquis en 1782 les terres, seigneuries et châteaux de Thun et d'Évecquemont, est décédé en son château de Thun, près de Meulan (Yvelines) le 17 novembre 1790.

## Dans la culture
Portrait en pied, de profil, intitulé M. le comte d'Adhémar, ambassadeur à Londres. Aquarelle gouachée par Louis Carrogis dit Carmontelle, conservée au musée Condé à Chantilly.